# Max Lehmann (SA-Mitglied)
Friedrich Wilhelm Max Lehmann (* 7. September 1892 in Cottbus; † nach 1944) war ein deutscher SA-Führer, zuletzt im Rang eines SA-Gruppenführers.

## Leben und Wirken
Lehmann war der Sohn eines Brenners. Nach dem Besuch der Volksschule absolvierte er eine kaufmännische Lehre. Ergänzend dazu besuchte er die Handelsschule und später eine Spezialschule für Textilindustrie. 
Als Teilnehmer am Ersten Weltkrieg verlor Lehmann ein Auge. Außerdem erhielt er das Eiserne Kreuz 2. Klasse.
In der Zeit der Weimarer Republik arbeitete Lehmann als Tuchfabrikant. Zwischen 1918 und 1930 gehörte Lehmann – ungewöhnlich für einen Mann seiner späteren Laufbahn – keiner politischen oder militärischen Organisation an. Zum 1. Oktober 1930 trat er schließlich in die NSDAP ein (Mitgliedsnummer 311.067). In dieser nahm er zunächst lokale Verwaltungsaufgaben als Koordinator in der NS-Betriebszellenorganisation wahr.
Im Oktober 1930 war Lehmann auch in die SA eingetreten. In dieser amtierte er zunächst als Zahlmeister im Rang eines SA-Sturmbannführers. Anschließend stieg er kontinuierlich auf, indem er Funktionen als Adjutant und dann als Stabsführer einer Untergruppe übernahm. Im Juli 1932 wurde er schließlich zum SA-Standartenführer befördert und mit dem Kommando einer SA-Standarte betraut.
Im Jahr 1933 übernahm Lehmann die Führung einer SA-Brigade, die er bis 1937 beibehielt. Von 1933 bis 1937 saß er außerdem im Stadtrat von Cottbus. 1937 wurde er hauptberuflicher SA-Führer in der Obersten SA-Führung, wo er die Leitung der Abteilung „Organisation und Einsatz“ innehatte. In dieser Stellung wurde er am 10. April 1938 zum SA-Brigadeführer und am 30. Januar 1940 zum SA-Gruppenführer befördert. Lehmanns Leistungen innerhalb der SA sieht Campbell vor allem im administrativen Bereich.
Anlässlich der Reichstagswahl vom April 1938 kandidierte Lehmann erfolglos auf der „Liste des Führers für den Großdeutschen Reichstag“ als Abgeordneter für den nationalsozialistischen Reichstag.
1944 wurde Lehmann auf die Liste der inaktiven SA-Führer gesetzt, vermutlich weil er zu diesem Zeitpunkt zu seinen geschäftlichen Aktivitäten zurückkehrte.
Bruce Campbell wertet Lehmann in seiner Studie zum Führungskorps der SA als Beispiel eines Typus führender SA-Funktionäre, die er als „passive Aktivisten“ bezeichnet. Hierunter versteht er Personen, die schließlich in die höchsten SA-Range aufsteigen sollten, die aber bis zu ihrem Eintritt in die NSDAP und in die SA in keinen politischen oder paramilitärischen Organisationen tätig gewesen waren, was eine biographische Entwicklung sei, die unter kollektivbiographischen Gesichtspunkten damals eher ungewöhnlich war: So kommt Campbell zu dem Ergebnis, dass nur 11 % der zwischen 1927 und 1930 in die SA eingetretenen späteren höchsten SA-Führer diesem Typus zuzurechnen seien.